# Renodes
Renodes é um gênero de traça pertencente à família Arctiidae.